# Neoschubertella
Neoschubertella es un género de foraminífero bentónico de la subfamilia Schubertellinae, de la familia Schubertellidae, de la superfamilia Fusulinoidea, del suborden Fusulinina y del orden Fusulinida. Su especie tipo es Neoschubertella sisophonensis. Su rango cronoestratigráfico abarca desde el Sakmariense (Pérmico inferior) hasta el Murgabiense (Pérmico superior).

## Discusión
Clasificaciones más recientes incluyen Neoschubertella en superfamilia Schubertelloidea, y en la subclase Fusulinana de la clase Fusulinata.

## Clasificación
Neoschubertella incluye a la siguiente especie:
- Neoschubertella sisophonensis †